# Oscar Bellandi
Oscar Bellandi (Salvador, 26 de março de 1911 — 31 de outubro de 1965) foi um violonista e compositor brasileiro.

## biografia
Filho da negra baiana Maria da Pureza e do italiano Bellando Bellandi, veio cedo para o Rio de Janeiro onde fez a carreira musical no Cassino da Urca.
Atuou na Rádio Mayrink Veiga como violonista de diversos conjuntos regionais, em parceria com Aldo Cabral, Ataulfo Alves, Herondino Silva e Vargas Júnior, entre outros.
Organizou e dirigiu os conjuntos Milionários do Ritmo, Os Copacabanas e Os Pinguins. Atuou durante muitos anos no Hotel Quitandinha, em Petrópolis (RJ). É autor de mais de 100 músicas, gravadas por intérpretes como Dick Farney, Ângela Maria, Elizeth Cardoso, Ciro Monteiro, Odette Amaral, Lana Bittencourt, Nuno Roland e Laila Cury, entre outros.
Em 1944, o conjunto vocal Milionários do Ritmo gravou o samba Ela foi embora, parceria com Djalma Ferreira. No ano seguinte, o mesmo grupo vocal gravou os sambas Mulher de ninguém e Se queres ir embora, e Heleninha Costa o samba Não posso perdoar, parceria com Dias da Cruz. Em 1946, a vedete Virgínia Lane gravou a marcha Maria Rosa, parceria com Dias da Cruz. Em 1947, Dick Farney lançou o samba Foi e não voltou, parceria com Chuca-Chuca. Em 1948, teve o samba Meu Rio de Janeiro, parceria com Nelson Trigueiro, gravado por Dick Farney na Continental. Em 1952, Elizeth Cardoso lançou pela Todamérica o samba Caixa postal zero zero, parceria com Luiz de França. Em 1955, teve gravado por Lana Bittencourt, na Columbia, o samba Pobre menino rico, parceria com Vargas Jr.
Em 1958, foi homenageado pelo cantor Carlos Roberto, que lançou pelo selo Ritmo o LP Música de Oscar Bellandi na voz de Carlos Roberto, com suas composições: Meu Rio de Janeiro, Sei que voltarás, Caravana azul, Baião do cego, Sinhá moça, Ela foi embora, Briguei com Sinhá Moça e Uma existência.
Em 1980, Raul de Barros gravou Entardecer, com Paulo Gesta, no LP O máximo do trombone, da gravadora Copacabana.